# NGC 3320
NGC 3320 este o galaxie spirală situată în constelația Ursa Mare. A fost descoperită în 1 aprilie 1788 de către William Herschel. Se află la o distanță de 35,16 de megaparseci de Pământ.